# Saint-félicien (formatge del Roine)
El saint-félicien és un formatge francès de la zona del Delfinat. Es tracta d'un formatge proper del saint-marcellin. El nom prové de la plaça on hi havia la formatgeria que ha donat l'origen d'aquest formatge.
Està fet amb llet de vaca, abans s'havia utilitzat llet de cabra, però ha caigut en desús. La pasta és tova i la crosta florida. El pes de cada peça és de 180 grams.
El període de degustació òptim s'estén de l'abril al setembre, després d'un afinament de 4 a 6 setmanes, però també és excel·lent de març a desembre. És més tou i cremós que el saint-marcellin.
Cal no confondre'l amb l'original saint-félicien de l'Ardecha, un formatge de cabra que prové del poble de Saint-Félicien.